# Futurematic

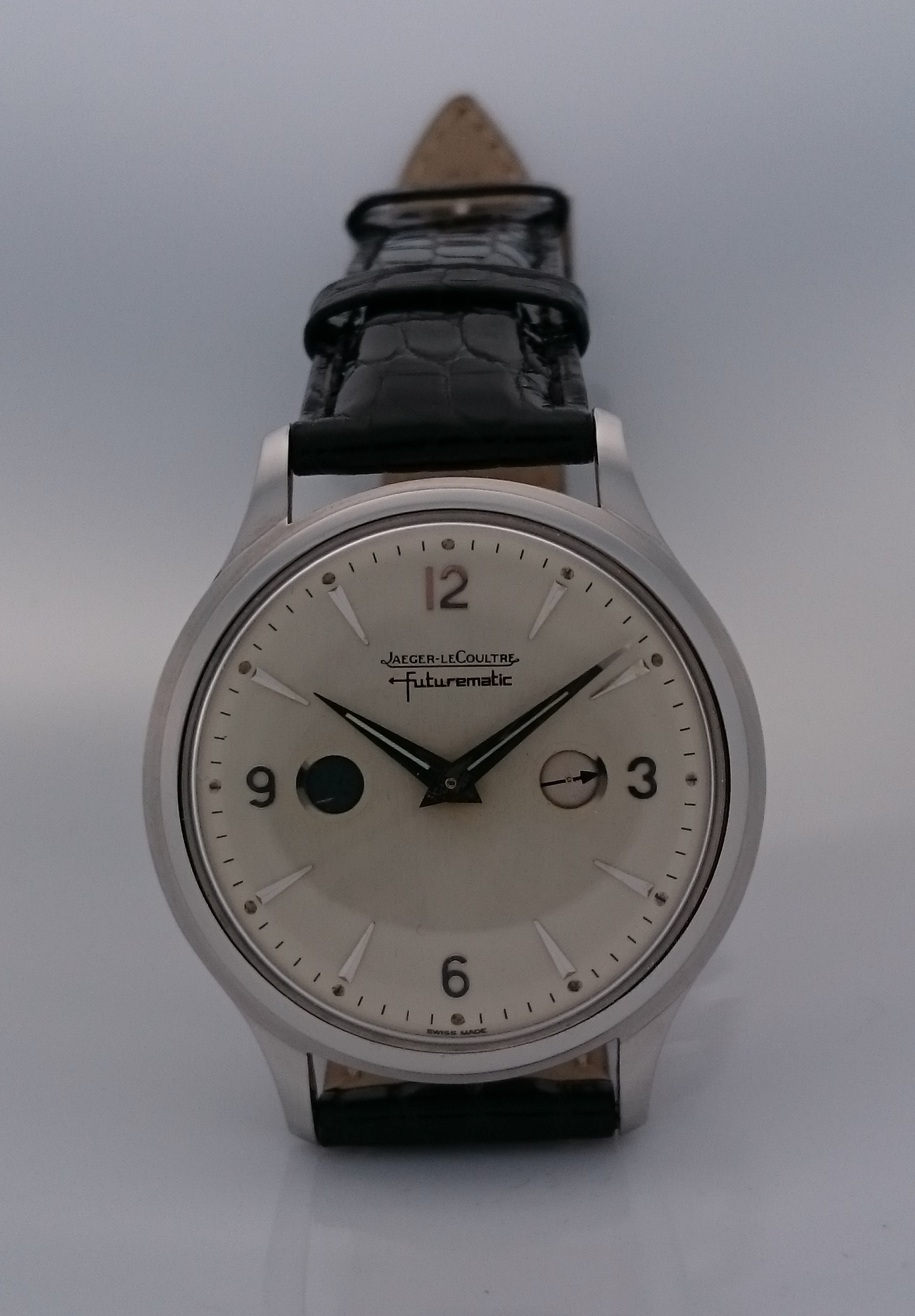
Futurematic E502 ‚Porthole‘

Die Futurematic ist ein Armbanduhren-Modell mit automatischem Aufzug ohne Aufzugskrone, welches von 1951 bis 1958 von Jaeger-LeCoultre hergestellt wurde.

## Eigenschaften
Die Futurematic war 1951 die weltweit erste Automatikuhr ohne Aufzugskrone. Kennzeichnend für Futurematic-Uhren ist eine flache Krone am Gehäuseboden, die nur zur Einstellung der Uhrzeit verwendet wird.
Die Futurematic-Uhren wurden in zwei Zifferblattausführungen angeboten, die beide neben Stunden und Minuten in zwei kleineren Anzeigen eine Gangreserveanzeige und eine Sekundenanzeige aufweisen. Die frühere Version mit der Modellbezeichnung E501 besitzt in beiden kleinen Anzeigen Uhrzeiger und wurde mit den Kalibern K497, K497/1 oder KP827 ausgeliefert. Die spätere Version wird aufgrund der beiden eingelassenen Bullaugen-förmigen kleinen Anzeigen als Futurematic Porthole (Modellbezeichnung E502) bezeichnet und enthält die Kaliber K817, K817/1 oder K837. Im Bullauge der Sekundenanzeige rotiert eine Scheibe mit einem Pfeil, während im Bullauge der Gangreserveanzeige ein Farbwechsel von rot oder blau (zwei Varianten) auf weiß stattfindet.
Alle Kaliber besitzen einen Sekundenstoppmechanismus und einen zentral aufgehängten Aufzugrotor, der mit einem Schwingwinkel von 190 ° in beiden Richtungen das Federhaus aufzieht (Pendelaufzug). Weiterhin besitzen alle Futurematic-Kaliber eine antimagnetische, um zwanzig Prozent vergrößerte und schwerere Unruh, einen Rücker mit Mikrometerregulierung und einen einzigartigen Hakenmechanismus (anstatt der üblichen Rutschkupplung) zur Vermeidung eines übermäßigen Aufzugs des Federhauses. Eine vollständige Entspannung der Antriebsfeder im Federhaus wird konstruktionsbedingt vermieden, um ein sofortiges Wiederanlaufen der Uhr beim Anlegen zu ermöglichen. Die jeweils letzten Kaliber (KP827 und KP837) besitzen eine Parachoc-Stoßsicherung, während die früheren Kaliber eine KIF-Stoßsicherung aufweisen. Die vergleichsweise aufwändige Bauart war die Grundlage für den damaligen US-Werbeslogan der Futurematic als „the world's most accurate automatic watch“ (zu deutsch ‚genaueste Automatikuhr der Welt‘).
Aufgrund des Smoot-Hawley Tariff Acts wurden die Futurematic-Modelle für den amerikanischen Markt mit LeCoultre anstatt Jaeger-LeCoultre bedruckt und graviert. Eine Ausnahme bilden Gehäuseböden aus Edelstahl, die in dieser Zeit bei europäischen wie amerikanischen Uhren immer auf der Innenseite mit LeCoultre geprägt sind. Die in der Schweiz hergestellten Kaliber für den amerikanischen Markt wurden in den USA in Uhrengehäuse eingebaut, die dort produziert wurden. Der Vertrieb in Nordamerika erfolgte durch die Firma Vacheron-Constantin-LeCoultre, einer Tochterfirma von Longines-Wittnauer. Entsprechend unterscheiden sich die in den USA verwendeten Zifferblätter und Gehäuseformen. Für beide Modelle gab es bei den europäischen Varianten zwei Gehäuseformen (einseitig gekurvte Bandanstöße oder tränenförmige Bandanstöße) und in drei Materialien (Edelstahl, Gelbgold, Rotgold), während in den USA mehrere Formen in bis zu vier Materialien (die vorigen drei, zusätzlich 10-Karat-walzvergoldet) hergestellt wurden.